# Польтер, Себастьян
Себастьян Польтер (нем. Sebastian Polter; родился 1 сентября 1991 года, Вильгельмсхафен, Германия) — немецкий футболист, нападающий клуба «Айнтрахт (Брауншвейг)».

## Клубная карьера
Польтер — воспитанник клубов «Вильгельмсхафен», «Вердер», «Айнтрахт» (Брауншвейг) и «Вольфсбург». В 2008 году для получения игровой практики игрок начал выступать за дублирующий состав последнего. 10 декабря 2011 года в матче против «Вердера» он дебютировал в Бундеслиге. 17 декабря в поединке против «Штутгарта» Себастьян забил свой первый гол за «Вольфсбург». Летом 2012 года Польтер на правах аренды перешёл в «Нюрнберг». 25 августа в матче против «Гамбурга» он дебютировал за новую команду. 21 сентября в поединке против франкфуртского «Айнтрахта» Себастьян забил свой первый гол за «Нюрнберг».
Летом 2013 года Польтер перешёл в «Майнц 05». 11 августа в матче против «Штутгарта» он дебютировал за новую команду.
Летом 2014 года для получения игровой практики Польтер был арендован берлинским «Унионом». 14 сентября в матче против «Хайденхайма» он дебютировал во Второй Бундеслиге. 21 сентября в поединке против «РБ Лейпциг» Себастьян сделал «дубль», забив свои первые голы за «Унион». Летом 2015 года Польтер подписал контракт с английским «Куинз Парк Рейнджерс». 8 августа в матче против «Чарльтон Атлетик» он дебютировал в Чемпионшипе. 28 декабря в поединке против «Хаддерсфилд Таун» Себастьян забил свой первый гол за «Куинз Парк Рейнджерс».
В начале 2017 года Польтер вернулся в «Унион». В 2019 году он помог клубу выйти в элиту. 28 мая 2020 года президент клуба Дирк Зинглер объявил, что Польтер не будет играть за клуб до истечения контракта, так как был единственным игроком, отказавшимся от сокращения зарплаты во время финансовых проблем во время пандемии COVID-19.
17 августа 2020 года Себастьян Польтер подписал двухлетний контракт с клубом «Фортуна» из Эредивизи.
В середине августа 2021 футболист перешел в «Бохум», подписав контракт до конца июня 2023 года. За один сезон в клубе Польтер сыграл в 36 матчах и отметился 11 забитыми голами.
20 июня 2022 года Польтер подписал трёхлетний контракт с «Шальке 04» до июня 2025 года, который на тот момент вышел в Бундеслигу в сезоне 2022/23. В начале февраля 2024 года он был отдан в аренду в «Дармштадт 98» на оставшуюся часть сезона. В своем дебютном матче за «Дармштадт» он сыграл за седьмой клуб Бундеслиги, что является рекордом (совместно с Михаэлем Шписом). 22 августа 2024 года его контракт с «Шальке» был расторгнут по обоюдному согласию. За два сезона в клубе Польтер сыграл в 31 матч и отметился 5 забитыми голами.
29 августа 2024 года Польтер на правах свободного агента подписал двухлетний контракт с брауншвейгским «Айнтрахтом».

## Международная карьера
В 2013 году в составе молодёжной сборной Германии Польтер принял участие в молодёжном чемпионате Европы в Израиле. На турнире он сыграл в матчах против Нидерландов и России.